# Cahagnes
Cahagnes ist eine französische Gemeinde mit 1.408 Einwohnern (Stand: 1. Januar 2022) im Département Calvados in der Region Normandie; sie gehört zum Arrondissement Vire und zum Kanton Les Monts d’Aunay. Die Einwohner werden Cahagnais genannt.

## Geographie
Cahagnes wird vom Fluss Seulles durchquert. Nachbargemeinden von Cahagnes sind Livry im Norden, Aurseulles mit Anctoville im Nordosten, Amayé-sur-Seulles im Osten und Nordosten, Tracy-Bocage im Osten, Coulvain im Südosten, Jurques und Saint-Pierre-du-Fresne im Süden, Saint-Martin-des-Besaces im Südwesten, Saint-Jean-des-Essartiers im Westen und Südwesten, Val-de-Drôme mit Sept-Vents im Westen sowie Caumont-sur-Aure mit Caumont-l’Éventé im Nordwesten.

## Bevölkerungsentwicklung
| Jahr                      | 1962 | 1968 | 1975 | 1982 | 1990 | 1999 | 2006 | 2013 |
| Einwohner                 | 1059 | 1005 | 902  | 945  | 934  | 1065 | 1263 | 1392 |
| Quelle: Cassini und INSEE |      |      |      |      |      |      |      |      |

## Sehenswürdigkeiten
- Kirche Nativité-de-Notre-Dame, 1960 neu errichtet, nachdem der alte Kirchbau im Zweiten Weltkrieg zerstört wurde; der Glockenturm ist seit 2010 als Monument historique klassifiziert[3]
- Schloss Aubigny aus dem 17. Jahrhundert, seit 2010 Monument historique[4]
- Motte

## Gemeindepartnerschaften
Über die Communauté ist die Gemeinde verbunden mit den Gemeinden Horsted Keynes in Sussex (England) seit 1979 und Mömbris in Unterfranken (Bayern) seit 1989.